# Repatriació

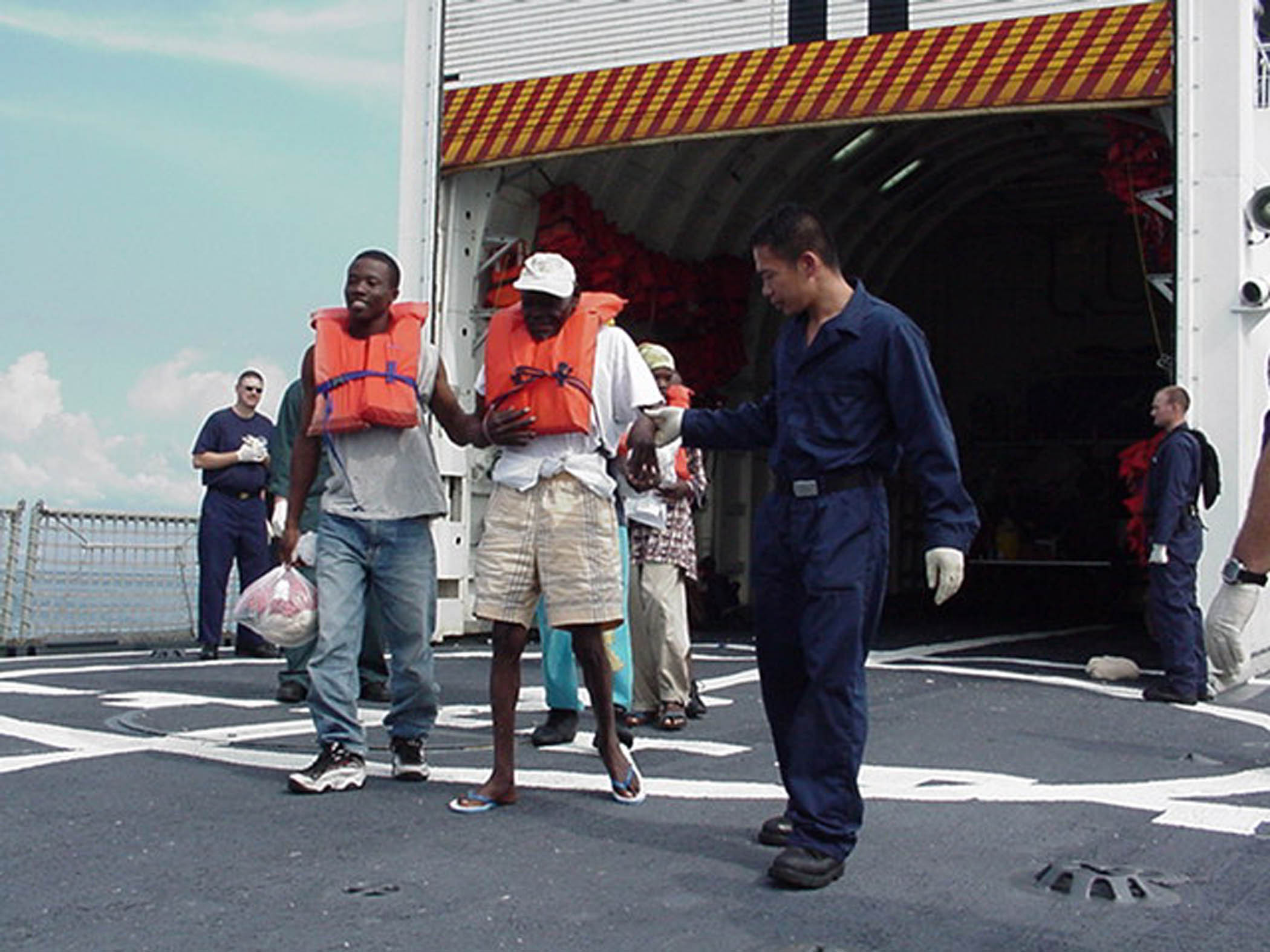
Migants haitians són escortats fora del USCGC Tampa estatunidenc i duts a un vaixell de la guàrdia costanera haitiana en una repatriació.

La repatriació és el procés de retorn d'un actiu, un element de valor simbòlic o una persona, voluntària o forçosa, al seu propietari o al seu lloc d'origen o ciutadania. El terme pot referir-se a entitats no humanes, com convertir una moneda estrangera en la moneda del propi país, així com el procés de retorn del personal militar al seu lloc d'origen després d'una guerra. També s'aplica als enviats diplomàtics, funcionaris internacionals, així com expatriats i migrants en temps de crisi internacional. Per als refugiats, sol·licitants d'asil i immigrants il·legals, la repatriació pot significar un retorn o deportació voluntària.